# Miracolo eucaristico di Ludbreg

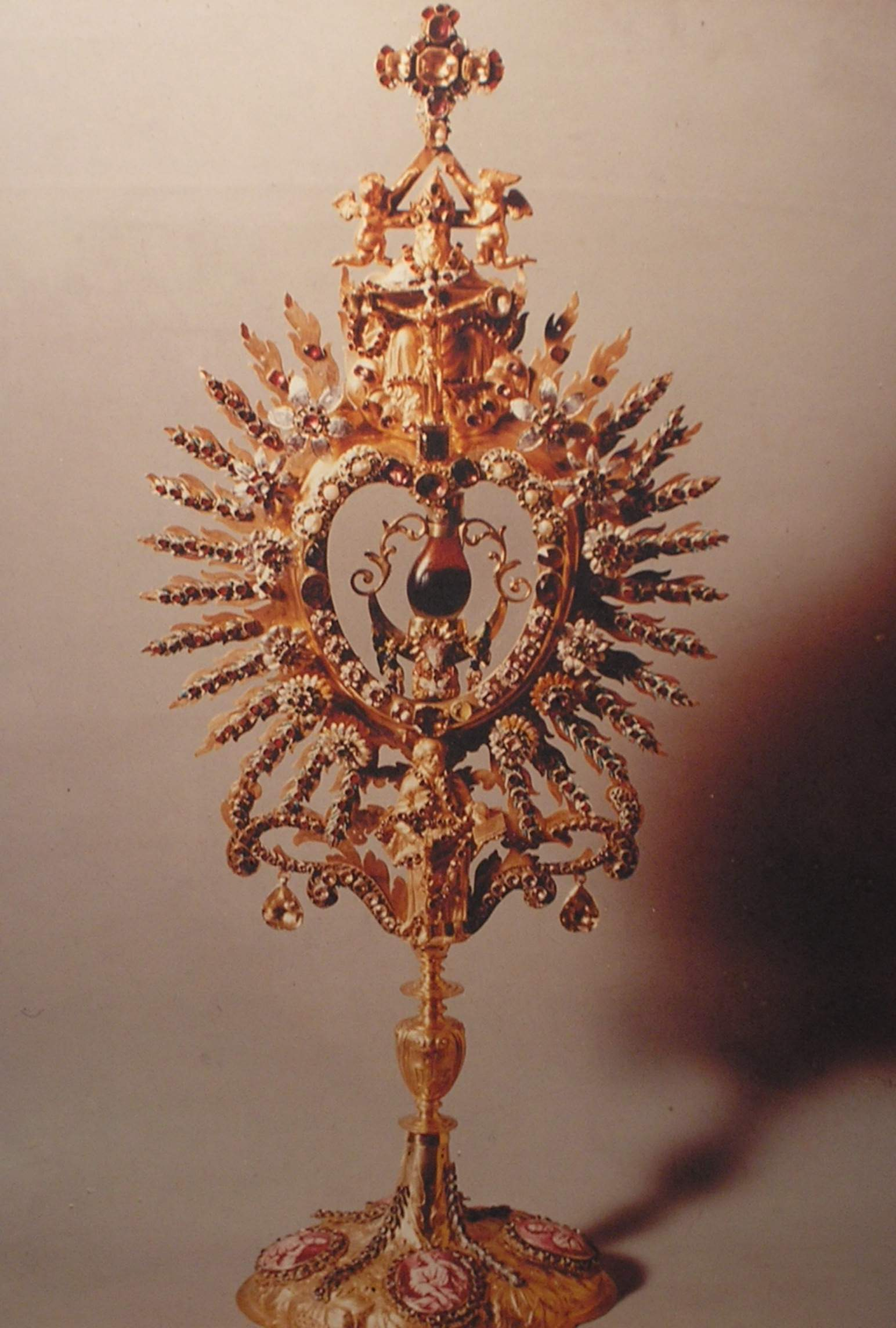
La reliquia del Preziosissimo Sangue conservata nella chiesa di Ludbreg

Il miracolo eucaristico di Ludbreg sarebbe avvenuto nell'omonima cittadina croata nell'anno 1411: mentre un sacerdote celebrava la messa, il vino consacrato contenuto nel calice si  trasformò in sangue.

## Storia
Nel 1411, nella cittadina croata di Ludbreg, mentre un sacerdote celebrava la messa nella cappella dei conti Batthyany, dubitò della reale presenza di Cristo nel pane e nel vino consacrati e, secondo quanto tramandato dalla tradizione, il vino contenuto nel calice si trasformò in sangue. Il sacerdote fece murare la reliquia dietro l'altare, rivelando il segreto solo in punto di morte. Quando la notizia si diffuse, i fedeli cominciarono a recarsi in pellegrinaggio al castello.
La Santa Sede si interessò al fenomeno: la reliquia fu portata a Roma, dove rimase alcuni anni prima di tornare a Ludbreg. Sotto il pontificato di Papa Giulio II fu costituita una commissione, per indagare sull'episodio e le presunte guarigioni a esso collegate. Il 14 aprile 1513 Papa Leone X emise una Bolla, con la quale autorizzava il culto della reliquia.
Nel XVIII secolo in Croazia si diffuse un'epidemia di peste e il parlamento croato, in una riunione tenutasi a Varaždin il 15 dicembre 1739, fece il voto di costruire una cappella a Ludbreg se la peste fosse cessata, e così avvenne. Per ricordare la vicenda, tuttora si celebra ogni anno in settembre a Ludbreg una festa, nella cosiddetta "Sveta Nedilja-Santa Domenica".